# Ріплей
Ріплей — український музичний гурт з міста Луцьк. Грає в стилі Інді-поп-рок.

## Історія
Команда створена в листопаді 2010 року. Вокалістка гурту — Маргарита Тишкевич.
На даний момент гурт вже встиг видати два альбоми під назвою «МікроКосм» та «Хвилини до літа», а також відзняти кілька відео свої пісні, зокрема на пісню 'Спогад', яка увійшла до дебютної платівки.
За це час гурт всиг вже активно погастролювати містами України, брав участь в таких фестивалях як: «Рурисько», «Володимир», «Бандерштат», «Кордон 835», «Захід», «Купала Фест», «Шаян Фест», «Woodstock Україна», «Ковель Energy» та ін.

## Склад
- вокал Маргарита Тишкевич
- гітара Дмитро Лазарєв
- барабани Олександр Дроздов
- клавіші Петро Свіст
- бас Артур Черчик[1]

### Нагороди
З досягнень гурту можна відзначити такі перемоги:
- Лауреати 2 премії Міжнародного фестивалю «Молода Галичина»,
- Володарі гран-прі найстарішого фестивалю України «Тарас Бульба-2012»[3].
- Учасники музичного телемарафону, який увійшов до книги рекордів Гіннесса «Пісня об'єднає нас» на Першому національному телеканалі[2].

## Дискографія
- МікроКосм (2012)
- Хвилини до літа (2014)

### Сингли
- Єдина (2015)

## Кліпи
- Спогад (2013)[4]
- Вірити в любов (2014)[5]
- Хвилини До Літа (2015)

## Ланки
- Гурт Ріплей оновив свою дискографію міні-альбомом «Хвилини До Літа»
- У луцькому гурті «Ріплей» прокоментували участь їх солістки у «Голосі країни»